# 乔瓦尼·斯泰费
乔瓦尼·斯泰费（義大利語：Giovanni Steffè，1928年3月8日—2016年10月19日），意大利男子赛艇运动员。他曾代表意大利参加1948年夏季奥林匹克运动会赛艇比赛，获得男子双人单桨有舵手银牌。